# Kubau
Kubau è una delle aree a governo locale (local government areas) in cui è suddiviso lo stato di Kaduna, in Nigeria. Estesa su una superficie di 2.505 chilometri quadrati, conta una popolazione di 282.045 abitanti.